# Lucio Sassi
Lucio Sassi    (né à Nola en Campanie, Italie le 21 octobre 1521 et mort à Rome le 29 février 1604), est un cardinal italien de la fin du XVIe siècle.

## Repères biographiques
Sassi occupe plusieurs préfectures dans le royaume de Naples. Il se rend à Rome et y est auditeur et conseiller du cardinal Girolami Verallo et référendaire au tribunal suprême de la Signature apostolique.  Il est gouverneur de Fano, lieutenant du gouverneur de Spolète, protonotaire apostolique, gouverneur de Ravenne, vice-légat en Romagne et gouverneur de Pérouse. En 1571 il est élu évêque de Ripatransone. Mgr Sassi est régent de la pénitencerie apostolique  et dataire du pape.
Le pape Clément VIII le crée cardinal lors du consistoire du 17 septembre 1593.